# Mrtvé město
Mrtvé město je název šesti obrazů Egona Schieleho, které vytvořil během svého pobytu v Českém Krumlově v roce 1911. Název kolekci nedal sám malíř, ale je jeho původcem, protože jedno z děl takto nazval. Mrtvostí je zde pro Schieleho pohled shůry, kdy ve města nevidí života. Obrazy byly malovány na dřevo temnými barvami.